# Seguridad Nacional (banda)
La Seguridad Nacional es un grupo considerado precursor del punk en Venezuela, nacido en 1979.

## Biografía
Para muchos la mejor y más auténtica banda de Rock hecho en Venezuela en los años 80. La agrupación toma su nombre del cuerpo represivo que operó en Venezuela durante la dictadura liderada por el general Marcos Pérez Jiménez entre los años 1952 y 1958, ya que donde ellos llegaban, debido a su aspecto, la gente se asustaba.
Pioneros del punk rock venezolano, tiene sus inicios entre 1980 y 1982, liderado por el ex Sky White Meditation Gustavo Corma en la guitarra y voz, acompañado por Gustavo Montaño en la guitarra. Seguidamente ingresaron Abraham García "Cangrejo" -en la batería- y Juan Bautista López "YATU" (que venia de La Kámara de la Tortura) -en el bajo y voz-. Para 1984, salió Montaño de la banda, quedando conformada definitivamente por Corma, YÁTU y Cangrejo, quienes construyeron una propuesta representada por el punk, el dark, el new wave y el hardcore cantado en español cosa extraña para la época, así consolidaron lo que hoy conocemos como La Seguridad Nacional, indiscutible icono del rock contemporáneo en Venezuela.
En su inicio era una banda netamente punk-contestataria, su principal ritmo era el hardcore, aunque ellos lo llamaban ruido organizado o música anarco-porno. Su primer show oficial fue en 1983 en un festival punk en el Poliedro de Caracas. No por casualidad dos muy buenas bandas debutaron esa noche ante el público caraqueño, pues fuera de cartel y apadrinados por Gustavo, YÁTU y Cangrejo se presentó también por primera vez Sentimiento Muerto, banda que con el tiempo alcanzaría el éxito comercial que siempre parecería eludir a La Seguridad Nacional.
Con el tiempo llegarían a ser considerados una verdadera banda de culto, la piedra fundacional del underground musical venezolano. Mónica Myerston Maceira se interesa por la banda y junto a Isabel Caleya su socia en Zaape Zeit C.A.. En Caracas presentan el evento Acid Salsa. Luego se van de Gira iniciando en la Discoteca New York en las Mercedes. Yesterday en Maracay y Barbarela en Valencia. La influencia se hizo evidente cuando los temas Uñas Asesinas y Vampiro, versionados años más tarde por Zapato 3, se convirtieron en verdaderos éxitos radiales. Posteriormente Cangrejo produjo junto a Trance Nuance una versión Del Rap de la Ciudad y más recientemente Los Mentas, también junto a Cangrejo, versionaron el tema Superman.
Por Seguridad Nacional transitaron, hasta 1989, otros músicos, siempre en calidad de invitados, como Bertoshe, Manuel Enrique Pérez Castro "Manri", Fanny -todos ellos en la voz- y Miguel Ángel Noya en los teclados.
En 1991 lanzan de forma independiente su primer disco (en vinilo) titulado Documento de Actitud.
En 1994, declaran oficialmente la separación de la banda pero cada uno de ellos continuó en su afán de producir buena música. Los caminos de los tres se cruzan en encuentros y desencuentros durante los años siguientes. YÁTU y Cangrejo colaboraron por separado con bandas como Trance Nuance, Dermis Tatú, La Hermandad, Zapato 3, Pan, Pacifica, La Leche, Trabuco Contrapunto, Cabaret, Cultoculto, Colectivo Proyectil, Los Mentas y Solares, entre otros. Por su parte Gustavo organizó varios conciertos como los famosos "Miércoles Insólitos" junto al siempre afectuosamente recordado Cayayo Troconis.
En el año 2005, CD Box Producciones reúne a dos de sus miembros fundadores, YÁTU y Cangrejo, que junto a Oswaldo Grillet como productor y músico invitado, realizan una gira promocional por las principales ciudades del país y editan un CD compilado con 17 temas seleccionados del repertorio de La S.N. entre 1983 y 1993, indiscutible documento histórico que capturan la esencia de esta importante banda de Rock & Roll venezolano.
En el año 2006 CD Box Producciones edita ¨A conciencia¨ primer CD como solista de YÁTU.
En el año 2007, YÁTU nos presenta su segundo trabajo discográfico como solista titulado ¨Joroporoll¨
En el año 2008 y de la mano de CD Box Producciones YÁTU presenta su tercer trabajo discográfico como solista titulado ¨La Condición de este Mundo¨
En agosto del año 2012 Gustavo Corma viaja a Venezuela y se reencuentra con el resto de la banda en la ciudad de Coro, donde comienza a planear el regreso de la banda. El reencuentro que se llamó "El Temido Retorno" se sella en una sesión fotográfica y el inicio del rodaje de un documental bajo el mismo nombre producido y dirigido por el fotógrafo Reni Arias. La reunión los lleva por una gira de bares que arranca desde los andes hasta las ciudades más importantes. Unos de los shows más emblemáticos resalta el de El Teatro Nacional en Caracas.
El 22 de julio de 2025, falleció Abraham "Cangrejo" García.